# Programme personnalisé de réussite éducative
 (avril 2019).
Le programme personnalisé de réussite éducative (PPRE) est un programme du ministère de l'Éducation nationale, mis en place en France en 2005pour lutter contre le décrochage scolaire. 
Il consiste en « un ensemble coordonné d'actions conçu pour répondre aux besoins d'un élève lorsqu'il apparaît qu'il risque de ne pas maîtriser à un niveau suffisant les connaissances et compétences attendues à la fin d'un cycle ». Le PPRE concerne les élèves scolarisés à l'école élémentaire et au collège.

## Le programme
C'est un plan d'actions individualisées mis en place lorsque l'équipe éducative décèle chez un enfant certaines difficultés qui risquent de devenir une gêne au cours de sa scolarité. Ce dispositif d'aide, qui se veut intensif et de courte durée, propose aux élèves en difficulté un soutien et des réponses à ces difficultés en vue de l'acquisition des compétences du socle commun de référence.
Il nécessite un engagement écrit de la part de l'élève, de sa famille ainsi que de l'équipe éducative. Ce contrat prévoit :
- les actions ciblant des connaissances et des compétences précises ;
- les modalités pédagogiques allant être mises en place ;
- les échéances ;
- le mode d'évaluation des progrès de l'élève.

Le PPRE se concentre essentiellement sur l'apprentissage du français et des mathématiques. Pour un enfant scolarisé au collège, il peut également concerner la première langue vivante (LV1). De plus, le PPRE peut intégrer des activités ayant lieu en dehors du temps scolaire, en particulier dans le cadre des dispositifs de réussite éducative, qui peuvent se révéler utiles et complémentaires aux actions menées par de l’école ou le collège.

## Repérage des élèves en difficulté et diagnostic

Le PPRE propose une aide personnalisée à l'élève en difficulté, afin de lutter contre le décrochage scolaire.

De nombreux lieux semblent propices au repérage d'élèves concernés par l'élaboration d'un PPRE et parmi eux :
- l'école lors des conseils de maîtres ou de cycle / Le collège lors des conseils de classe. En effet, dans ces moments-là, les échanges d'informations entre les membres du corps enseignant permettent un premier recensement des élèves nécessitant une prise en charge singulière ainsi qu'un accompagnement particulier ;
- les commissions instaurées dans le cadre du conseil école-collège pour favoriser la continuité des aides entreprises au préalable et en assurer le suivi et l'efficacité.

Le dispositif d'aide peut être mis en place à tout moment de l'année scolaire et plus généralement de la scolarité obligatoire (du CP à la troisième), à partir du moment où un élève risque de ne pas maîtriser les connaissances et compétences indispensables à la fin du cycle. Rappelons tout de même que le PPRE doit toujours être établi en fonction des besoins de l'élève et veiller à sa bonne adaptation à ce dernier. Enfin, le PPRE est automatiquement mis en place pour un élève qui redouble.

## Diagnostic des besoins spécifiques de l'élève
À la suite de ce repérage, les élèves doivent bénéficier d'un diagnostic personnalisé sur les compétences du socle commun pour lesquelles l'acquisition semble fragile et/ou bancale. Ce diagnostic repose sur :
- la mesure du degré de maîtrise et d'acquisition des connaissances et du savoir-faire de l'élève ;
- la compréhension de l'origine des difficultés rencontrées par l'élève : comportement, capacité de travail, problèmes sociaux, psychologiques et/ou de santé ;
- la possibilité pour les équipes enseignantes de mettre en évidence les points d'appui (mémoire, motivation, aptitudes à l'oral, etc.) qui à la fois rassureront les élèves et favoriseront la réussite du PPRE.

Il s'agit d'établir ce qu'il est nécessaire de travailler avec l'élève.
Pour ce faire, une mallette d'outils divers et variés permettra l'aide à l'évaluation diagnostique et sera mis à la disposition du corps enseignant afin de sélectionner les situations les plus appropriées.

## Information des familles
Afin d'établir un dialogue régulier et bienveillant avec la famille, le directeur d'école ou le chef d'établissement se doit d'associer le responsable légal de l'élève lors de la mise en place du PPRE. Cette information doit permettre une plus claire visibilité des actions entreprises en clarifiant notamment les modalités d'organisation du PPRE. 
Par ailleurs, l'accord des responsables légaux et l'engagement de l'élève sont des éléments indispensables à la bonne réussite du programme qui se veut collaboratif. De plus, le PPRE donne lieu à une évaluation personnalisée, en présence de tous les acteurs accompagnant la scolarité de l'élève. À cette occasion, la réflexion concernant la nécessité de la reconduite ou de l'éventuelle évolution vers un autre dispositif d'aide semble nécessaire voire requise. 
Pour rappel, l'interruption du PPRE peut à la fois être proposée par l'équipe éducative aux représentants de l'élève et à la fois demandée par ces derniers. Enfin, un bilan des acquis relevant des dispositions du PPRE peut accompagner le bulletin trimestriel, bilan alors visible et consultable par la famille de l'élève.

## Modalités d'actions du PPRE
Les modalités entrant en jeu lors de la mise en place d'un PPRE sont généralement formalisées à l'aide d'un document (papier ou numérique) à destination de la famille et de l'équipe encadrante qui permet, à la fois l'implication de l'équipe pédagogique et éducative, mais également le développement du suivi des actions à mener. Quelques exemples :
- mettre en place de partenariats : suivi médical, orthophoniste, psychologique ;
- assurer un soutien scolaire en lien avec le milieu associatif ;
- permettre l'accès à la culture, ou à des activités sportives ;
- faire entrer en jeu un dispositif de réussite éducative piloté par la ville ;
- mettre en place d'un tutorat (professeur principal ou professeur référent, CPE) ;
- éventuellement, instaurer un tutorat avec un élève (coopération entre pairs).

Une durée du dispositif doit être définie ainsi qu'une grille d'évaluation personnalisée, fondée sur l'acquisition de compétences (préférable à une simple notation des résultats). L'impact sur l'organisation de la classe doit être précisé.